# گروه گیل
گروه گیل (انگلیسی: Gale Group) شرکت انتشارات آمریکایی است که در ۱۹۵۴ تأسیس شد.

## محصولات
گِیل صدها محصول تولید می‌کند، مانند گِیل آکادمیک وان‌فایل، فهرست جامع زندگینامه و نسب‌شناسی، جنرال وان‌فایل، مرکز مرجع عمومی، سابین آمریکانا (بر اساس کتابخانه آمریکانای سابین) و مجموعه تاریخ جهان.
انتشارات چاپی گِیل شامل برندهای مرجع رسانه‌های منبع اولیه، منابع علمی، انتشارات شیرمر، انتشارات سنت جیمز، گروه تافت و ناشران توین، در میان دیگران است. فایو استار پابلیشینگ ناشر آثار داستانی گِیل است که صدها کتاب چاپی در ژانرهای وسترن، عاشقانه، معمایی و علمی تخیلی و فانتزی دارد. گِیل همچنین با چندین ناشر، از جمله یو·ایکس·ال، در بازار آموزشی مقاطع ابتدایی تا دبیرستان فعالیت می‌کند. گِیل همچنین ناشران چاپ درشت مسیحی و ویلر پابلیشینگ را نیز در اختیار دارد.